# Osuna
Osuna (spanskt uttal: [oˈsuna]) är en stad och kommun i provinsen Sevilla i den autonoma regionen Andalusien i södra Spanien. Staden ligger cirka 80,5 kilometer öster om Sevilla och cirka 83,5 kilometer nordväst om Málaga. Kommunen har 17 374 invånare (2024), på en yta av 592,24 km².
Staden, som har forntida anor, rymmer resterna av flera romerska anläggningar, bland annat ett kastell och en nekropol. Bronstavlor med stadens lagar utfärdade av Julius Caesar har påträffats vid arkeologiska utgrävningar. Katedralen i sengotisk stil uppfördes på 1500-talet, och 1549–1824 fanns ett universitet i staden.